# Линник Олексій Васильович
Олексій Васильович Линник (30 березня 1920, Ромни) — радянський військовий діяч, генерал-лейтенант, начальник КВІРТУ ППО з 1974 по 1979 рік.

## Біографія
Народився 30 березня 1920 року в місті Ромнах. Українець. В Червоній армії з листопада 1938 року. Призваний Ленінськ-Кузнецьким районним військоммісаріатом міста Новосибірська. Член ВКП(б).
На фронтах німецько-радянської війни з 22 липня 1941 року. Командир кулеметної роти, потім командир батальйону в прожекторній дивізії ППО.
Після війни служив на посадах командира полку в Дмитрові, Андреаполі, Ржеві, начальника штабу радіотехнічних військ ППО країни, з 1974 по 1979 рік — начальник Київського радіотехнічного училища.

## Нагороди
Нагороджений орденом Вітчизняної війни І ступеня, двома орденами Червоної Зірки,  медалями «За оборону Москви» (1944), «За перемогу над Німеччиною».